# Taekwondo op de Olympische Zomerspelen 2004
Taekwondo is een van de sporten die beoefend werden tijdens de Olympische Zomerspelen 2004 in Athene.

## Heren

### tot 58 kg
| rang   | sporter          | land |
| ------ | ---------------- | ---- |
| Goud   | Chu Mu-Yen       | TPE  |
| Zilver | Óscar Salazar    | MEX  |
| Brons  | Tamer Bayoumi    | EGY  |
| 4      | Juan Ramos       | ESP  |
| 5      | Gabriel Mercedes | DOM  |
| 5      | Nguyen Quoc Huan | VIE  |

### tot 68 kg
| rang   | sporter              | land |
| ------ | -------------------- | ---- |
| Goud   | Hadi Saei Bonehkohal | IRI  |
| Zilver | Huang Chih-Hsiung    | TPE  |
| Brons  | Song Myeong-seob     | KOR  |
| 4      | Diogo Silva          | BRA  |
| 5      | Tamer Hussein        | EGY  |
| 5      | Gabriel Sagastume    | GUA  |

### tot 80 kg
| rang   | sporter         | land |
| ------ | --------------- | ---- |
| Goud   | Steven Lopez    | USA  |
| Zilver | Bahri Tanrıkulu | TUR  |
| Brons  | Yossef Karami   | IRI  |
| 4      | Rashad Ahmadov  | AZE  |
| 5      | Hichem Hamdouni | TUN  |
| 5      | Víctor Estrada  | MEX  |

### boven 80 kg
| rang   | sporter               | land |
| ------ | --------------------- | ---- |
| Goud   | Moon Dae-sung         | KOR  |
| Zilver | Alexandros Nikolaidis | GRE  |
| Brons  | Pascal Gentil         | FRA  |
| 4      | Ibrahim Kamal         | JOR  |
| 5      | Abdelkader Zrouri     | MAR  |
| 5      | Adilchan Sagindykov   | KAZ  |

## Dames

### tot 49 kg
| rang   | sporter                     | land |
| ------ | --------------------------- | ---- |
| Goud   | Chen Shih-Hsin              | TPE  |
| Zilver | Yanelis Yuliet Labrada Díaz | CUB  |
| Brons  | Yaowapa Boorapolchai        | THA  |
| 4      | Gladys Mora                 | COL  |
| 5      | Ivett Gonda                 | CAN  |
| 5      | Euda Carías                 | GUA  |

### tot 57 kg
| rang   | sporter                    | land |
| ------ | -------------------------- | ---- |
| Goud   | Jang Ji-won                | KOR  |
| Zilver | Nia Abdallah               | USA  |
| Brons  | Iridia Salazar             | MEX  |
| 4      | Sonia Reyes                | ESP  |
| 5      | Cristiana Corsi            | ITA  |
| 5      | Nootcharin Sukkhongdumnoen | THA  |

### tot 67 kg
| rang   | sporter                | land |
| ------ | ---------------------- | ---- |
| Goud   | Luo Wei                | CHN  |
| Zilver | Elisavet Mystakidou    | GRE  |
| Brons  | Hwang Kyung-Sun        | KOR  |
| 4      | Heidy Juárez           | GUA  |
| 5      | Ineabelle Díaz         | PUR  |
| 5      | Mary Antoinette Rivero | PHI  |

### boven 67 kg
| rang   | sporter             | land |
| ------ | ------------------- | ---- |
| Goud   | Chen Zhong          | CHN  |
| Zilver | Myriam Baverel      | FRA  |
| Brons  | Adriana Carmona     | VEN  |
| 4      | Natália Falavigna   | BRA  |
| 5      | Daniela Castrignano | ITA  |
| 5      | Nadin Dawani        | JOR  |

## Medaillespiegel
| rang   | land             | goud | zilver | brons | totaal |
| ------ | ---------------- | ---- | ------ | ----- | ------ |
| 1      | Chinees Taipei   | 2    | 1      | 0     | 3      |
| 2      | Zuid-Korea       | 2    | 0      | 2     | 4      |
| 3      | China            | 2    | 0      | 0     | 2      |
| 4      | Verenigde Staten | 1    | 1      | 0     | 2      |
| 5      | Iran             | 1    | 0      | 1     | 2      |
| 6      | Griekenland      | 0    | 2      | 0     | 2      |
| 7      | Frankrijk        | 0    | 1      | 1     | 2      |
| 7      | Mexico           | 0    | 1      | 1     | 2      |
| 9      | Cuba             | 0    | 1      | 0     | 1      |
| 9      | Turkije          | 0    | 1      | 0     | 1      |
| 11     | Egypte           | 0    | 0      | 1     | 1      |
| 11     | Thailand         | 0    | 0      | 1     | 1      |
| 11     | Venezuela        | 0    | 0      | 1     | 1      |
| totaal | totaal           | 8    | 8      | 8     | 24     |

Seoel 1988 (demonstratie) · 
Barcelona 1992 (demonstratie) · 
Sydney 2000 · 
Athene 2004 · 
Peking 2008 · 
Londen 2012 · 
Rio de Janeiro 2016 · 
Tokio 2020  · 
Parijs 2024  · 
Los Angeles 2028 
Medaillewinnaars
Atletiek · Badminton · Basketbal · Boksen · Boogschieten · Gewichtheffen · Gymnastiek · Handbal · Hockey · Honkbal · Judo · Kanovaren · Moderne vijfkamp · Paardensport · Roeien · Schermen · Schietsport · Schoonspringen · Softbal · Synchroonzwemmen · Taekwondo · Tafeltennis · Tennis · Triatlon · Voetbal · Volleybal · Waterpolo · Wielersport · Worstelen · Zeilen · Zwemmen